# Жеребятки
Жеребя́тки (Жеребя́та) (фин. Serepetta) — упразднённая деревня на территории Гостилицкого сельского поселения Ломоносовского района Ленинградской области.

## История
Приход Евангелическо-лютеранской церкви Ингрии Серепетта известен с 1640 года.
Деревня Serebeta упоминается на карте Ингерманландии А. И. Бергенгейма, составленной по шведским материалам 1676 года.
На шведской «Генеральной карте провинции Ингерманландии» 1704 года она обозначена как деревня Särybet.
До окончания Северной войны приход именовался Ууси Пуура (Uusi Puura, Novobura), поскольку кирха и пасторат находились в то время в русской деревне Новая Буря.
На карте Ингерманландии А. Ростовцева от 1727 года упоминается как деревня Жеребята.
В течение 1748—1752 годов кирха и пасторат были перенесены в финскую деревню Серепетта (Serepetta), вследствие чего приход получил то же название.
На карте Санкт-Петербургской губернии Я. Ф. Шмидта 1770 года также обозначена как деревня Жеребята.
В 1829—1830 годах была построена каменная, 300-местная кирха во имя святого Михаила.
На «Топографической карте окрестностей Санкт-Петербурга» Ф. Ф. Шуберта 1831 года упомянута деревня Жеребята состоящая из 16 крестьянских дворов.

ЖЕРЕБЯТ — деревня, принадлежит девицам Сахаровым, число жителей по ревизии: 32 м. п., 31 ж. п.;
 При оной Лютеранская каменная церковь. (1838 год)

Храм был освящён 7 марта 1846 года. Владелец деревни помещик фон Боттон, пожертвовал на её строительство пять тысяч рублей.
На этнографической карте Санкт-Петербургской губернии П. И. Кёппена 1849 года она обозначена как село «Serebetta», расположенное в ареале расселения савакотов. В пояснительном тексте к этнографической карте она записана как деревня Serebetta (Жеребят, Жеребятки) и указано количество её жителей на 1848 год: эурямёйсет — 1 ж. п., савакотов — 22 м. п., 30 ж. п., всего 53 человека.

ЖЕРЕБЯТКИ — деревня генерал-майора Лихонина, по просёлочной дороге, число дворов — 9, число душ — 19 м. п. (1856 год)

Согласно 10-й ревизии 1856 года деревня Жеребятка принадлежала помещику Оресту Селоновичу Лихонину.

ЖЕРЕБЯТКА — деревня владельческая, при колодцах, число дворов — 10, число жителей: 26 м. п., 29 ж. п.; Церковь лютеранская. (1862 год)

- План села Жеребята. 1885 год

Согласно карте 1885 года это было село, которое называлось Жеребята.
Сборник Центрального статистического комитета описывал его так:

ЖЕРЕБЯТКИ (ЖЕРЕБЯТО) — село бывшее владельческое, дворов — 9, жителей — 46; церковь лютеранская. (1885 год)

В 1891 году в приходе открылась воскресная школа, занятия в ней вёл настоятель А. Пииранен.
В 1894 году кирху отремонтировали.
В конце XIX века деревня административно относилась к Медушской волости 2-го стана Петергофского уезда Санкт-Петербургской губернии, в начале XX века — 3-го стана. По приходским данным население деревни было смешанным — финско-русским.
Изменение численности населения прихода Серепетта с 1842 по 1917 год:102:
С 1918 по 1922 год деревня Жеребятки входила в состав Кожерицкого сельсовета Медушской волости Петергофского уезда.
С 1922 года в составе Заостровского сельсовета.
С 1923 года в составе Троцкого уезда.
С 1924 года в составе Боровского сельсовета.
С 1926 года вновь в составе Заостровского сельсовета. Согласно данным переписи населения СССР 1926 года в деревне Жеребятки проживали 92 человека — большинство финны, а также русские и эстонцы.
С 1927 года в составе Гостилицкой волости, а затем Ораниенбаумского района.
В 1928 году население деревни Жеребятки также составляло 92 человека.
По административным данным 1933 года деревня Жеребятки входила в состав Заостровского сельсовета Ораниенбаумского района.
Кирха была закрыта в 1935 году:181.
- Деревня Жеребятки на карте 1940 года

Согласно топографической карте РККА 1940 года деревня насчитывала 23 двора. В северо-восточной части деревни находилась церковь.
Деревня была освобождена от немецко-фашистских оккупантов 14 января 1944 года.
После войны не восстанавливалась.

## География
Деревня располагалась в южной части района к северу от автодороги 41К-008 (Петродворец — Криково).
Ближайший населённый пункт — деревня Заостровье.